# Zöschen
Zöschen este o comună din landul Saxonia-Anhalt, Germania.